# Cameron Ciraldo

a Compétitions nationales et continentales officielles uniquement.

b Matchs officiels uniquement.
Cameron Ciraldo, né le 30 octobre 1984 à Sydney (Australie), est un joueur australien de rugby à XIII reconverti en tant qu’entraîneur.
Natif de Sydney, il joue au rugby à XIII durant son enfance. Il fait ses débuts en National Rugby League lors de la saison 2005 avec les Cronulla-Sutherland Sharks puis rejoint en 2008 les Newcastle Knights puis les Penrith Panthers en 2012. Non sélectionné par l'Australie, il choisit de représenter la sélection d'Italie dont sont originaires ses grands-parents avec en point d'orgue la participation à la Coupe du monde 2013.
Reconverti en en tant qu'entraîneur, il prend en main l'équipe jeunes des Penrith Panthers puis devient entraîneur-adjoint des Penrith Panthers aux côtés d'Anthony Griffin. Il connaît une première expérience d'entraîneur en chef lors du limogeage d'A. Griffin en fin de saison en 2018. Redevenu entraîneur-adjoint avec l'arrivée d'Ivan Cleary en 2019 à Penrith, il renoue avec le poste d'entraîneur en chef lors de sa nomination à ce poste aux Canterbury-Bankstown Bulldogs depuis 2023.

## Palmarès

### En tant que joueur

#### Détails en club
| Saison | Saison            | Championnat | Championnat | Championnat | Championnat | Championnat | Championnat | Championnat | Sélection | Sélection | Sélection | Sélection | Sélection | Sélection | Sélection |
| Saison | Saison            | Comp.       | Class.      | M           | Pts         | Ess.        | Buts        | Dp.         | Compet.   | M         | Pts       | Ess.      | Buts      | Dp.       |           |
| ------ | ----------------- | ----------- | ----------- | ----------- | ----------- | ----------- | ----------- | ----------- | --------- | --------- | --------- | --------- | --------- | --------- | --------- |
| 2005   | Cronulla Sharks   | NRL         | 1er tour    | 2           | -           | -           | -           | -           |           |           |           |           |           |           |           |
| 2006   | Cronulla Sharks   | NRL         | 13e         | 10          | 4           | 1           | -           | -           |           |           |           |           |           |           |           |
| 2007   | Cronulla Sharks   | NRL         | 11e         | 7           | -           | -           | -           | -           |           |           |           |           |           |           |           |
| 2008   | Newcastle Knights | NRL         | 9e          | 14          | 4           | 1           | -           | -           |           |           |           |           |           |           |           |
| 2009   | Newcastle Knights | NRL         | 1er tour    | 2           | -           | -           | -           | -           |           |           |           |           |           |           |           |
| 2010   | Newcastle Knights | NRL         | 11e         | 13          | 8           | 2           | -           | -           |           |           |           |           |           |           |           |
| 2011   | Newcastle Knights | NRL         | 1er tour    | 14          | 4           | 1           | -           | -           |           | 3         | 4         | 1         | -         | -         |           |
| 2012   | Penrith Panthers  | NRL         | 15e         | 21          | 4           | 1           | -           | -           |           |           |           |           |           |           |           |
| 2013   | Penrith Panthers  | NRL         | 10e         | 11          | -           | -           | -           | -           | CM        | 3         | 4         | 1         | -         | -         |           |

### En tant qu'entraîneur

#### Détails en club
Ce tableau prend uniquement en compte les rencontres dirigées par Cameron Ciraldo en tant qu’entraîneur principal.
| Année | Année | Club                | Compétition | Saison régulière | Saison régulière | Saison régulière | Saison régulière | Saison régulière | Saison régulière | Saison régulière | Saison régulière | Saison régulière | Phase finale | Phase finale | Phase finale | Phase finale | Phase finale | Phase finale | Phase finale |
| Année | Année | Club                | Compétition | Class.           | Points           | MJ               | V.               | N.               | D.               | B.               | Pp.              | Pc.              | Perf.        | MJ           | V.           | N.           | D.           | Pp.          | Pc.          |
| Adjoint d'Anthony Griffin aux Penrith Panthers, il remplace celui-ci lors de trois rencontres en 2018 après son limogeage |       |                     |             |                  |                  |                  |                  |                  |                  |                  |                  |                  |              |              |              |              |              |              |              |
| 2018 | 2018  | Penrith Panthers    | NRL         | 5e               | 2                | 3                | 1                | 0                | 2                | 3                | 16               | 38               | 2e tour      | 2            | 1            | 0            | 1            | 47           | 33           |
| Cameron Ciraldo redevient entraîneur-adjoint                                                                              |       |                     |             |                  |                  |                  |                  |                  |                  |                  |                  |                  |              |              |              |              |              |              |              |
| 2023 | 2023  | Canterbury Bulldogs | NRL         | 15e              | 20               | 24               | 7                | 0                | 17               | 3                | 438              | 769              | Non qualifié | -            | -            | -            | -            | -            | -            |
| 2024 | 2024  | Canterbury Bulldogs | NRL         | 6e               | 34               | 24               | 14               | 0                | 10               | 3                | 529              | 433              | 1er tour     | 1            | 0            | 0            | 1            | 22           | 24           |
| 2025 | 2025  | Canterbury Bulldogs | NRL         | -                | -                | -                | -                | -                | -                | -                | -                | -                | -            | -            | -            | -            | -            | -            | -            |